# 푸쓰녠
푸쓰녠(부사년, 중국어: 傅斯年, 1896년 3월 26일 ~ 1950년 12월 20일)은 중화민국의 사학 저술가, 언어학자이다.
1896년 청제국 산둥성 랴오청 시에서 태어났고 1913년 베이징 대학 문과 예과에 진학하였으며 1916년 베이징 대학 문과 본과 국학문(3년제)에 들어갔다. 대학에 재학할 때 오사운동에 국립 베이징 대학의 학생 대표 중 하나로 참가하였으나, 동 대학의 오사 운동의 과격화에 대해서 비판을 받았다. 대학 재학 초기에, 푸쓰녠은 원래 고문경 학파에 심취하여 있었으나, 후스를 만나게 되면서 신문학에 관심을 갖게 되었다. 1919년 여름에 학교를 졸업한 후는 영국과 독일로 학문 연수차 유학을 떠났으며 귀국 뒤는 1927년 광저우 광둥 대학, 1929년 이후는 베이핑의 국립 중앙연구원 언어역사연구소와 국립 베이징 대학에서 언어학, 역사학 등 과목을 가르쳤고, 1937년 이후는 수도 충칭으로 건너가 국립 중앙연구원 언어역사연구소 교수로 있었다. 1939년 이후는 쿤밍에서 중화민국 국민 정부 국립 서남 연합 대학 산하의 국립 베이징 대학 문과 연구소 소장을 역임하였으며, 장제스 정권에서 사실상 국립 베이징 대학의 교장, 국립 서남 연합 대학의 베이징 대학 측의 교장이 되었다. 1945년에는 제2차 세계대전의 종전 이후로 베이핑 둥청구 왕징웨이 정권 하에 있던 구(舊) 일제 시기 베이징 대학의 교장을 겸하였고 쿤밍에서 복귀하는 국립 베이징 대학과의 통합 업무 등을 담당하였다. 중국 공산당이 국공 내전에서 승리한 1948년 이후는 장제스 정권을 쫓아서 타이완 중화민국으로 떠났다. 앞서 중화민국 타이완에서는 2ㆍ28 운동 등을 비롯하여 타이완 현지 국민들의 민주주의적 항쟁 운동이 일어나기 시작했다. 중화민국 국립 타이완 대학 교장에 임명된 초기에 뇌일혈로 죽었다. 주요 저술로, <동북사강 초고>(1932) 등이 있다.